# Priesterbruderschaft der Missionare des heiligen Karl Borromäus
Die Priesterbruderschaft der Missionare des heiligen Karl Borromäus (lat.: Sacerdotalis Fraternitas Missionariorum a Sancto Carolo Borromeo, Ordenskürzel FSCB, umgangssprachlich oft Karlsbruderschaft) ist eine Priesterbruderschaft in der römisch-katholischen Kirche und Gesellschaft apostolischen Lebens.

## Geschichte
Die Priesterbruderschaft entstand 1985 aus der Comunione e Liberazione (Gemeinschaft und Befreiung), einer durch den Mailänder Priester Luigi Giussani 1954 gegründeten römisch-katholischen Bewegung.
Gründer und erster Generaloberer der Priesterbruderschaft war Massimo Camisasca, der am 14. September 1985 zusammen mit sechs Priestern ein Priesterseminar in der Via Liberiana 21 in Rom gründete. 1989 erfolgte eine erste kirchliche Anerkennung durch Ugo Kardinal Poletti als Institut nach Diözesanrecht. Die Anerkennung der römischen Kurie als Gesellschaft des apostolischen Lebens und als Institut des päpstlichen Rechts erfolgte am 19. März 1999 durch Papst Johannes Paul II. Seit 2013 steht Paolo Sottopietra der Bruderschaft vor.
Hauptpatron der Bruderschaft ist der heilige Josef von Nazaret. Namensgeber der Bruderschaft ist der heilige Karl Borromäus (1538–1584), Kardinal, Erzbischof von Mailand und ein bedeutender Vertreter der Gegenreformation.

## Organisation
Die Priesterbruderschaft ist in 20 Ländern auf fünf Kontinenten, vor allem missionarisch, tätig. Die in Hausgemeinschaften lebenden Priester sind vor allem in Pfarreien, Schulen und Universitäten engagiert.
Sitz der Bruderschaft ist Rom. In Deutschland gibt es eine Niederlassung im Erzbistum Köln. Sie betreibt dort Gemeindeseelsorge und Schulseelsorge. In Österreich betreut sie die (ehemalige) Servitenkirche in der Pfarre Rossau.
Paolo Pezzi FSCB ist seit 2007 Metropolitan-Erzbischof des Erzbistums Mutter Gottes von Moskau und seit 2011 als Vorsitzender der Konferenz der katholischen Bischöfe in Russland Oberhaupt der Katholiken in Russland.